# They Had to See Paris
They Had to See Paris é um filme de comédia produzido nos Estados Unidos, dirigido por Frank Borzage e lançado em 1929.